# Distretto di A'zaz
Distretto di A'zaz (in arabo منطقة أعزاز‎?) è un distretto siriano e fa parte del Governatorato di Aleppo.
Al censimento del 2004 aveva una popolazione di 251.769. Il suo centro amministrativo è la città di Azaz.

## Geografia
Al confine ovest del distretto si trova tra Afrin, il Monte Simeone a sud e al-Bab a est. A nord la provincia turca di Kilis.

## Sub-Distretti
Il Distretto di 'Ayn al-'Arab è suddiviso in 6 sub-distretti o Nāḥiyas (popolazione in base al 2004 censimento ufficiale):
| Codice statistico | Nome                                | Superficie | Popolazione | Villaggi | Capoluogo   |
| ----------------- | ----------------------------------- | ---------- | ----------- | -------- | ----------- |
| SY020400          | Azaz nahiyah (ناحية اعزاز)          | 180,12 km² | 47 570      | 20       | Azaz        |
| SY020401          | Akhtarin nahiyah (ناحية أخترين)     | 341,78 km² | 39 385      | 43       | Akhtarin    |
| SY020402          | Tell Rifaat nahiyah (ناحية تل رفعت) | 204,52 km² | 43 781      | 13       | Tell Rifaat |
| SY020403          | Mare' nahiyah (ناحية مارع)          | 191,42 km² | 39 306      | 18       | Mare'       |
| SY020404          | Nubl nahiyah (ناحية نبّل)            | 174,79 km² | 51 948      | 12       | Nubl        |
| SY020405          | Sawran nahiyah (ناحية صوران)        | 167,32 km² | 30 032      | 18       | Sawran      |